# Gorybia umbella
Gorybia umbella är en skalbaggsart som beskrevs av Martins 1976. Gorybia umbella ingår i släktet Gorybia och familjen långhorningar. Inga underarter finns listade i Catalogue of Life.